# 1818 dans le catholicisme
Chronologie du catholicisme
- 1814
- 1815
- 1816
- 1817
- 1818
- 1819
- 1820
- 1821
- 1822

Cet article présente les faits marquants de l'année 1818 dans le catholicisme.

## Évènements
- 6 avril : Création d'un cardinal par Pie VII.

## Naissances
- 11 février : Bernard A. Maguire, prêtre jésuite irlando-américain, président de l'Université de Georgetown († 26 avril 1886)

## Décès
- 2 janvier : Camillo de Simone, cardinal italien, évêque de Nepi et Sutri (° 13 septembre 1737)
- 19 janvier : Carlo Crivelli, cardinal italien de la Curie (° 20 mai 1736)
- 11 février : José Francisco de Mendoça Valdereis, cardinal portugais, patriarche de Lisbonne (° 2 octobre 1725)
- 27 mars : Pedro Benito Antonio Quevedo y Quintano, cardinal espagnol, évêque d'Orense (° 12 janvier 1736)
- 14 juillet : Alessandro Lante Montefeltro della Rovere, cardinal italien de la Curie (° 27 novembre 1762)
- 26 juillet : Alphonse-Hubert de Latier de Bayane, cardinal et homme d'État français (° 30 octobre 1739)
- 11 août : Lorenzo Prospero Bottini, cardinal italien de la Curie (° 2 mars 1737)
- 24 octobre : Étienne-Hubert de Cambacérès, cardinal et homme politique français, archevêque de Rouen (° 11 septembre 1756)